# Schabrak

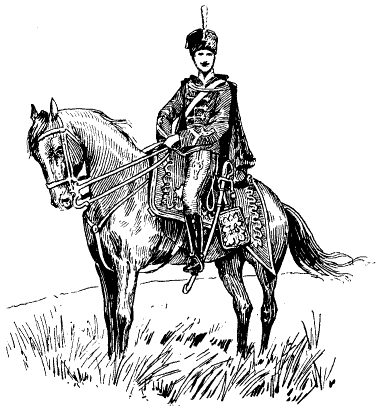
Husar i paraduniform med schabrak

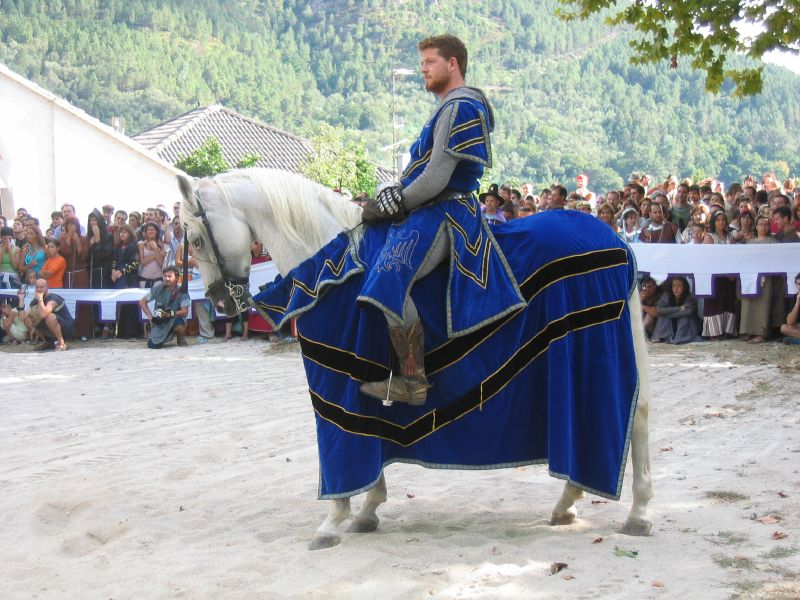
Blått schabrak på en tornerspelshäst i Spanien

Schabrak (från tyska Schabracke; ytterst av turkiska çaprak) är ett sadelunderlägg att läggas under ridhästens sadel.

## Historia
Schabrak omnämns i utrustningen för det svenska kavalleriet från 1600-talet och framåt och var under stora nordiska kriget placerad precis bakom sadeln och svanskappan gömdes under detsamma. Schabraket var sedan fastknutet i sadeln med tre skinnremmar. Det ser fyrkantigt ut, men det är utskuret efter sadelns form så att ingen del ligger under sadeln och skaver. Under sadeln ligger sedan ett hästtäcke som är vikt på ett för ändamålet speciellt sätt, så att inte sadeln bryter.
Schabraket var ofta förfärdigat av kläde i olika färgkombinationer beroende av vilket regemente det producerades för, och som avigsida fyrskaftad grå linneväv. Ett ex. var Östgöta kavalleriregemente som ett tag hade ett rött schabrak med gul kant runtom.
Det var oftast prydligt utstyrt och ingick redan från början i husarens utrustning. Sveriges först uppsatta husarregemente (sedermera Kronprinsens husarregemente) hade sålunda ett schabrak av blått kläde med gula kanter; för officerarna var det dessutom försett med en tigerhud, som sedermera ersattes av ett brokigt broderi, så kallad rya; nämnda husarregemente avlade emellertid, liksom Sveriges övriga husarregementen, schabraket på 1890-talet, då flera förändringar och förenklingar i husaruniformen infördes. I de flesta utländska arméer begagnade husarerna fortfarande i början av 1900-talet schabrak till paraduniform.

## Modern tid
Numera används schabrak inom ridsporten som sadelunderlägg för att skydda hästen från skav och sår samt skydda sadeln mot hästens svett. Schabraket är fyrkantigt till formen till skillnad från vojlocken som har samma funktion men är formad efter sadeln.
Ett schabrak kan också vara det stora, ofta heraldiskt utsmyckade hästtäcke som hästar som deltar i tornerspel bär.